# Млака Антинска
Млака Антинска је насељено место у саставу општине Тординци у Вуковарско-сремској жупанији, Република Хрватска.

## Историја
До територијалне реорганизације у Хрватској налазила се у саставу старе општине Винковци.

## Становништво
На попису становништва 2011. године, Млака Антинска је имала 77 становника.

## Попис 1991.
На попису становништва 1991. године, насељено место Млака Антинска је имало 126 становника, следећег националног састава:
| Попис 1991.‍  | Попис 1991.‍  | Попис 1991.‍ | Попис 1991.‍ | Попис 1991.‍ |
| ------------ | ------------ | ----------- | ----------- | ----------- |
|              |              |             |             |             |
| Срби         | Срби         |             | 121         | 96,03%      |
| Хрвати       | Хрвати       |             | 3           | 2,38%       |
| неопредељени | неопредељени |             | 2           | 1,58%       |
| укупно: 126  |              |             |             |             |